# Mariano Comense
Mariano Comense (lombardul: Marian) település Olaszországban, Lombardia régióban, Como megyében. Lakosainak száma 25 258 fő (2023. január 1.). Mariano Comense Cabiate, Carugo, Figino Serenza, Novedrate, Seregno, Brenna, Cantù, Lentate sul Seveso és Giussano községekkel határos.

## Népesség
A település lakossága az elmúlt években az alábbi módon változott:
| Lakosok száma | 24 762 | 24 956 | 25 258 |
|               | 2017   | 2018   | 2023   |